# Byske
Byske is een plaats in de gemeente Skellefteå in het landschap Västerbotten en de provincie Västerbottens län in Zweden. De plaats heeft 1731 inwoners (2005) en een oppervlakte van 308 hectare. De plaats ligt aan de Botnische Golf en bij de plaats mondt de rivier de Byskeälven in deze zee uit. Dwars door Byske loopt de Europese weg 4.

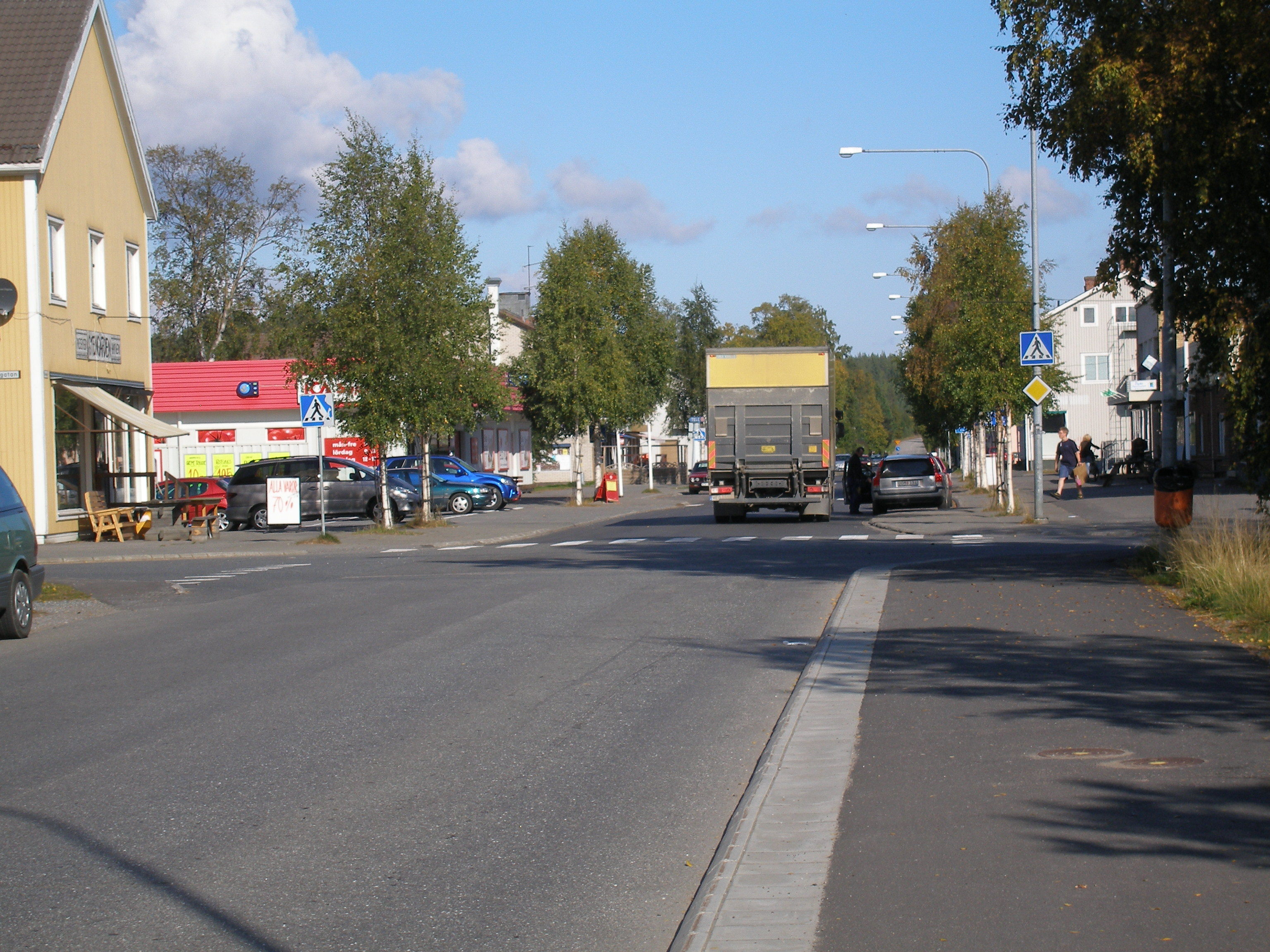
Hoofdstraat
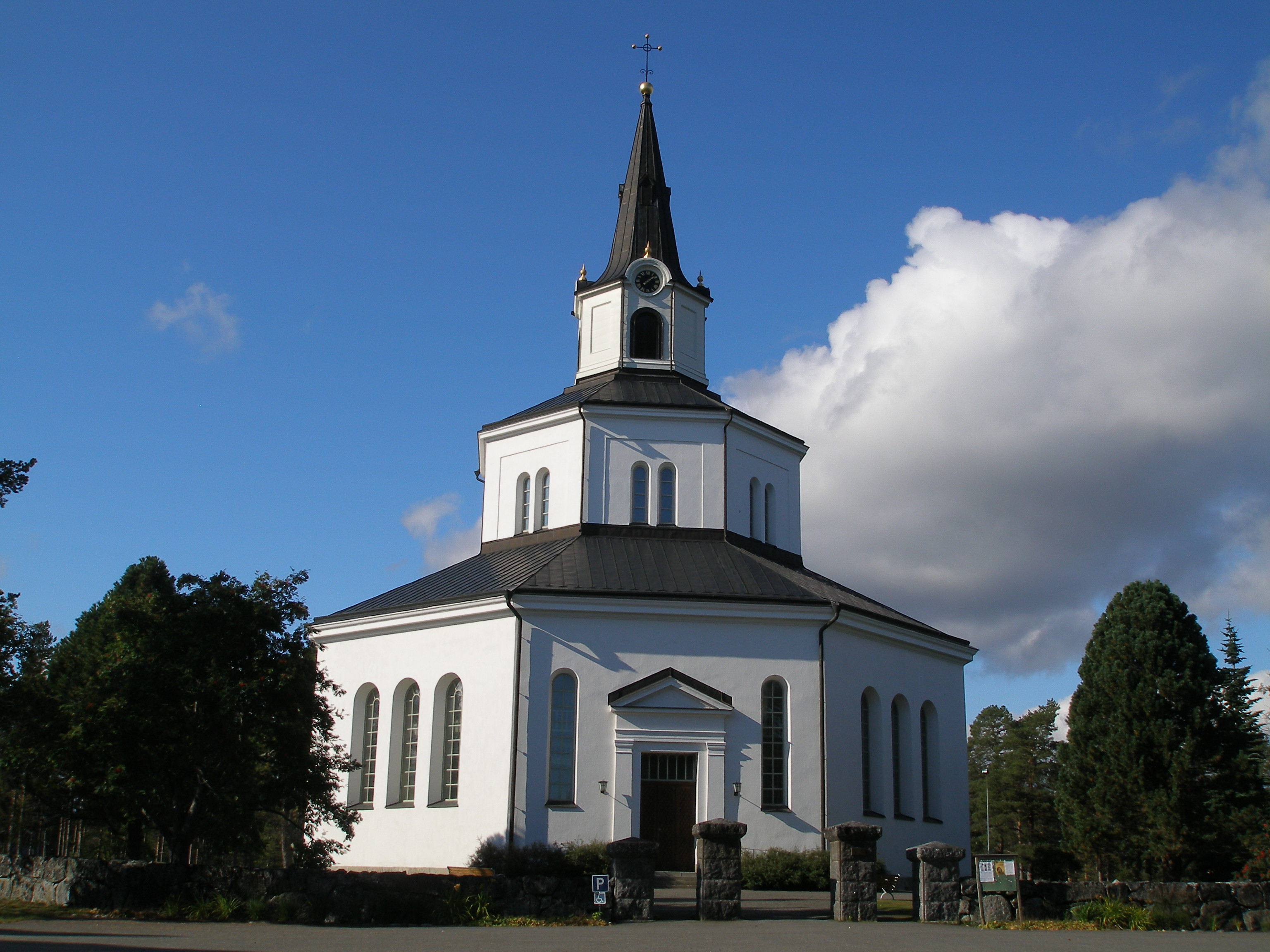
Kerk in Byske